# 브룩 그린버그
브룩 메건 그린버그(영어: Brooke Megan Greenberg, 1993년 1월 8일 ~ 2013년 10월 24일)는 미국 메릴랜드주에서 태어난 여성으로, 유아기의 신체를 가진 채로 성장이 멈춘 것으로 화제를 모았다.
메릴랜드주의 라이스터타운에 있는 유대계 미국인 가정에서 태어난 브룩은 6살이 될 때까지 뇌종양을 비롯한 각종 질병에 시달려 왔으며, 아직 갓난아기였을 때 원인을 알 수 없는 이유로 성장이 멈췄고, 그 상태로 20세까지 생존하였다. 그러나 의사들도 그녀의 성장이 멈춘 원인은 알 수 없었고, 브룩의 이러한 증상에 대해 잠정적으로 신드롬 X라는 명칭이 붙었다. 결국, 2013년에 라이스터타운의 자택에서 사망하였고, 가족들에 의해 볼티모어 시내의 유대인 묘지에 묻혔다. 생존 시의 브룩은 몸무게가 7.3kg이었고, 키가 76cm였으며, 정신 연령은 생후 9개월의 유아와 비슷한 수준이었다.

## 같이 보기
- 유생연장 복합 증후군